# Itzhak Stern
Pour les articles homonymes, voir Stern.
Cet article possède un paronyme, voir Isaac Stern.
Itzhak Stern (né le 25 janvier 1901, Cracovie, Pologne - mort en 1969) était l'un des Juifs polonais sauvés par Oskar Schindler pendant la Seconde Guerre mondiale.

## Biographie
Avant sa rencontre avec Oskar Schindler, Itzhak Stern tenait les registres de la société Buchheister à Cracovie. Il devint son comptable après sa rencontre pour la première fois à la fin du mois d'octobre 1939 durant la Seconde Guerre mondiale. Il a été sauvé de l'extermination des Juifs par Oskar Schindler.
Il apparaît sur la deuxième liste avec le no 659.
À la fin de sa vie, il participa activement au Comité pour qu'Oskar Schindler reçoive une pension adéquate du gouvernement ouest-allemand.
Itzhak Stern est mort en 1969.

## La Liste de Schindler
Son histoire a été reprise par Thomas Keneally dans son livre La Liste de Schindler (1982) et dans le film que Steven Spielberg en a tiré d'après un scénario de Steven Zaillian. Son rôle y est interprété par Ben Kingsley.
Dans le film, son personnage reprend certaines scènes vécues par d'autres personnages dans le livre. Mais, il reste une figure emblématique de ces rapports qu'entretenait Oskar Schindler avec ses ouvriers.
Dans le film, son personnage prononce deux phrases fortes (qui ne sont pas dans le livre) :   
- « Cette liste, c'est le bien absolu. Cette liste, c'est la vie… Tout autour de ces marges, il y a le gouffre… » ; et :
- « Quiconque sauve une vie, sauve le monde entier ».